# Chiesa di Sant'Andrea (Grosseto)
La chiesa di Sant'Andrea era un edificio religioso situato nei pressi della città di Grosseto. La sua ubicazione era tra le località di Marrucheto e Cappelletto, quasi certamente nell'area ad ovest della città, dove attualmente sorge l'aeroporto di Grosseto.
In base alle fonti e ai documenti rinvenuti, la chiesa fu costruita tra la fine dell'XI e gli inizi del XII secolo, risultando prima collegata all'abbazia di San Salvatore a Giugnano e successivamente (XIII secolo) all'abbazia di San Galgano presso Chiusdino (SI). In epoca duecentesca l'edificio religioso risultava annesso ad un complesso rurale fortificato che, nel corso dei secoli, risulta anch'esso scomparso.
Dato il periodo di costruzione, la chiesa doveva presentarsi in stile romanico. Risultano ancora sconosciute le cause e il periodo di demolizione dell'edificio religioso.